# Liste der Stolpersteine in Solingen-Gräfrath

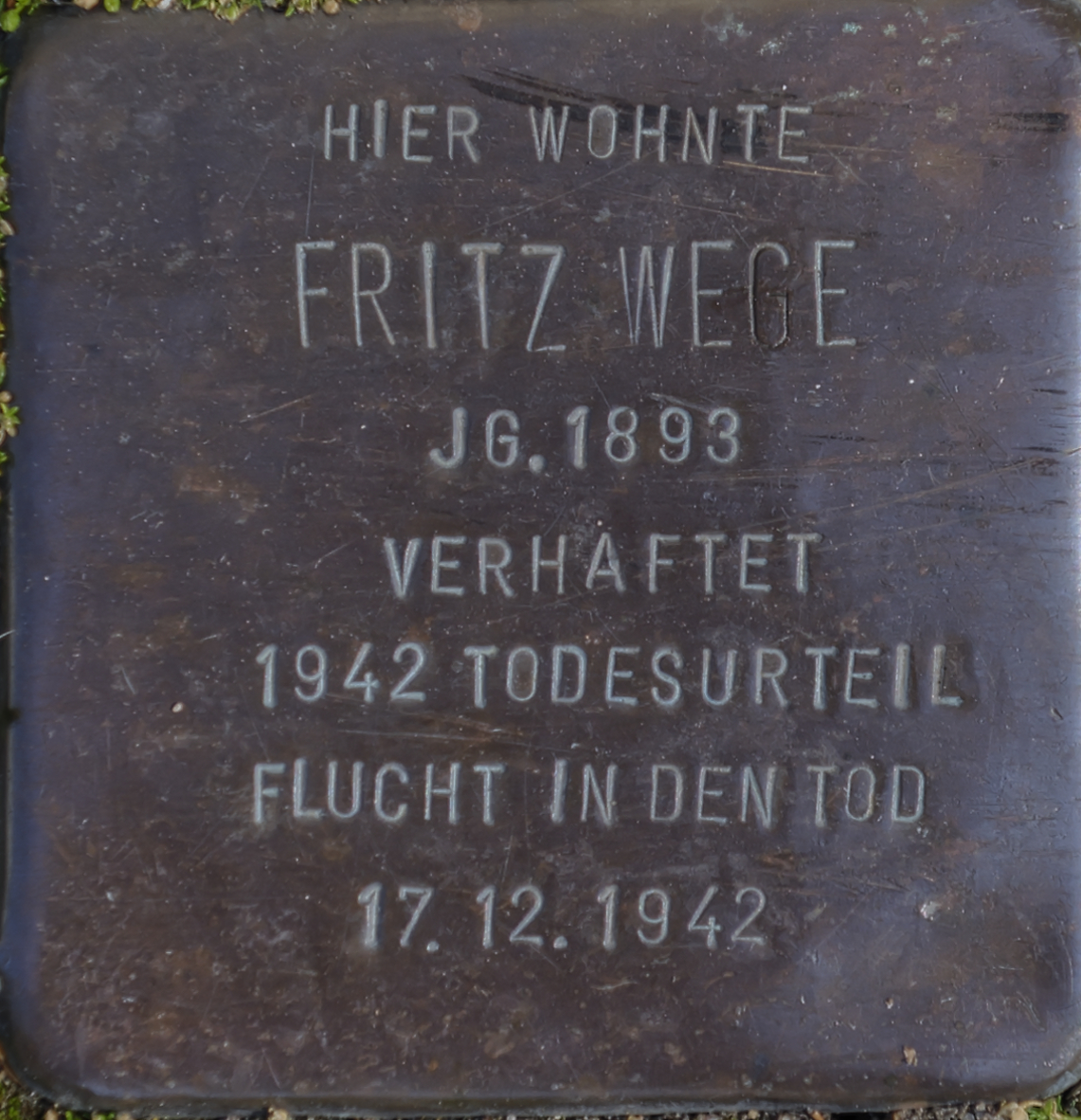
Der erste Stolperstein in Solingen

Die Liste der Stolpersteine in Solingen-Gräfrath enthält Stolpersteine, die im Rahmen des gleichnamigen Kunst-Projekts von Gunter Demnig in Solingen-Gräfrath verlegt wurden. Mit ihnen soll an Opfer des Nationalsozialismus erinnert werden, die in Solingen-Gräfrath lebten und wirkten.
Diese Liste ist Teil der Liste der Stolpersteine in Solingen.

## Liste der Stolpersteine
| Nr. | Person        | Adresse                 | Inschrift                                                                                          | Bild | weitere Informationen |
| --- | ------------- | ----------------------- | -------------------------------------------------------------------------------------------------- | ---- | --------------------- |
| 1   | Fritz Wege    | Ahornstr. 4 ⊙           | Hier wohnte Fritz Wege Jg. 1893 verhaftet 1942 Todesurteil Flucht in den Tod 17.12.1942            |      |                       |
| 2   | Alex Uesseler | Melanchtonstraße 33 ⊙   | Hier wohnte Alex Uesseler Jg. 1900 Haft 1933–1934 KZ Börgermoor ermordet März 1945 in Dortmund     |      |                       |
| 87  | Jenny Stucke  | Wuppertaler Straße 36 ⊙ | Hier wohnte Jenny Stucke geb. Gusyk Jg. 1897 denunziert verhaftet 1943 Auschwitz ermordet 2.1.1944 |      | Jenny Stucke          |